# Chakotay
Chakotay tʃəˈkoʊteɪ és un personatge de ficció que apareix a cadascuna de les set temporades de la sèrie de televisió de ciència-ficció estatunidenca Star Trek: Voyager. Interpretat per Robert Beltran, va ser primer oficial a bord de la nau estel·lar USS Voyager de la Flota Estel·lar, i més tard va ser ascendit a capità al comandament de lUSS Protostar a Star Trek: Prodigy.
El personatge es va suggerir en una fase inicial del desenvolupament de la sèrie. És el primer personatge principal Natiu americà de la franquícia Star Trek. Això va ser un moviment deliberat dels productors de la sèrie, que buscaven inspirar les minories, concretament els nadius americans, tal com es preveia amb Uhura a Star Trek: La sèrie original per als afroamericans. Per desenvolupar el personatge, els productors van buscar l'ajuda de Jamake Highwater, que va afirmar falsament ser natiu americà. Tot i que els productors el van anomenar primer com a sioux i més tard com a hopi, a Chakotay no se li va donar cap afiliació tribal al principi de la sèrie, i finalment se li va assignar ascendència amb una tribu fictícia a l'episodi "Tatuatge". No va ser fins a la seva aparició a Star Trek: Prodigy que va ser identificat formalment com a descendent dels nicarao de l'Amèrica Central.
El personatge va aparèixer per primera vegada a l'episodi pilot de la sèrie, "El Guardià". Chakotay va continuar apareixent al llarg de la sèrie en un paper principal, amb la seva última aparició al final, "Endgame". Va aparèixer en una història contínua durant la primera i la segona temporada de Star Trek: Voyager, que van presentar la traïció de la seva antiga amant Seska (Martha Hackett) fins a la seva mort a "Mínims". Després de la seva experiència amb Borgs desconnectats, a "Unitat", Chakotay es va oposar a una aliança amb els Borg a "L'escorpí", cosa que gairebé va conduir a la mort de Set de Nou (Jeri Ryan). Malgrat això, al final de la sèrie, els dos personatges mantenien una relació romàntica. A les novel·les de rellançament de Star Trek: Voyager ambientades després del retorn de la nau al Quadrant Alfa, Chakotay és ascendit a capità de la nau, però la relació amb Set ha acabat.

## Concepte i desenvolupament
Com a líder, és constant, valent i capaç d'inspirar una devoció absoluta. Tot i que arriba a la Voyager més per necessitat que per elecció, ràpidament es guanya el respecte fins i tot dels veterans més incondicionals de la Flota Estel·lar. Estableix un vincle immediat i poderós amb Janeway, i un d'inusual amb Kim, que a través de l'exemple de Chakotay comença a qüestionar la seva pròpia homogeneïtzació i la pèrdua dels seus valors tradicionals. 
La inclusió d'un personatge natiu americà a Star Trek: Voyager es va suggerir en una fase inicial del desenvolupament de la sèrie. Els productors buscaven un origen ètnic que no s'hagués vist abans com a personatge principal de la franquícia. S'esperava que un personatge natiu americà resultés ser una inspiració de la mateixa manera que l'aparició d'Uhura a Star Trek: La sèrie original va inspirar més tard Whoopi Goldberg i altres afroamericans. La productor executiva Jeri Taylor va dir: "Ens semblava que els nadius americans necessitaven aquest mateix tipus de model a seguir i aquest mateix tipus d'impuls... el futur sembla bo, teniu un propòsit, teniu valor, sereu líders, sereu poderosos. Aquesta va ser una de les eleccions de personatge que vam tenir al principi". Les notes de Taylor de la producció inicial del juliol de 1993 descriuen el personatge com a "Primer oficial: un home natiu americà, una persona 'Queequeg' que ha renunciat a la Terra i viu com a expatriat en un altre planeta. Un home místic i misteriós amb qui la capitana té alguna connexió prèvia, no explicada". Un mes més tard, aquesta descripció es va ampliar amb la frase: "Aquest home ha pres una altra decisió: tornar a entrar al món de la Flota Estel·lar". Chakotay no va ser el primer personatge natiu americà a aparèixer a la franquícia, ja que "La síndrome del paradís" a la tercera temporada de Star Trek: La sèrie original mostra un grup d'humans desplaçats seguint una cultura semblant a la dels nadius americans.
Els productors pretenien desenvolupar un conflicte entre els membres de la tripulació per produir un escenari similar a la relació bajorana/Flota Estel·lar que es veu a Star Trek: Deep Space Nine, però volien que els personatges compartissin els mateixos ideals. Per fer-ho, es van crear els Maquis: un grup de colons de la Federació a la frontera cardassiana en un territori en disputa als quals es van unir alguns oficials de la Flota Estel·lar que es van unir a ells per lluitar pels seus drets. Els productors van introduir els Maquis en altres sèries de Star Trek abans de Voyager en quatre episodis; dos a Star Trek: La nova generació i dos a Deep Space Nine. Va ser una referència deliberada a la situació política a Cisjordània.

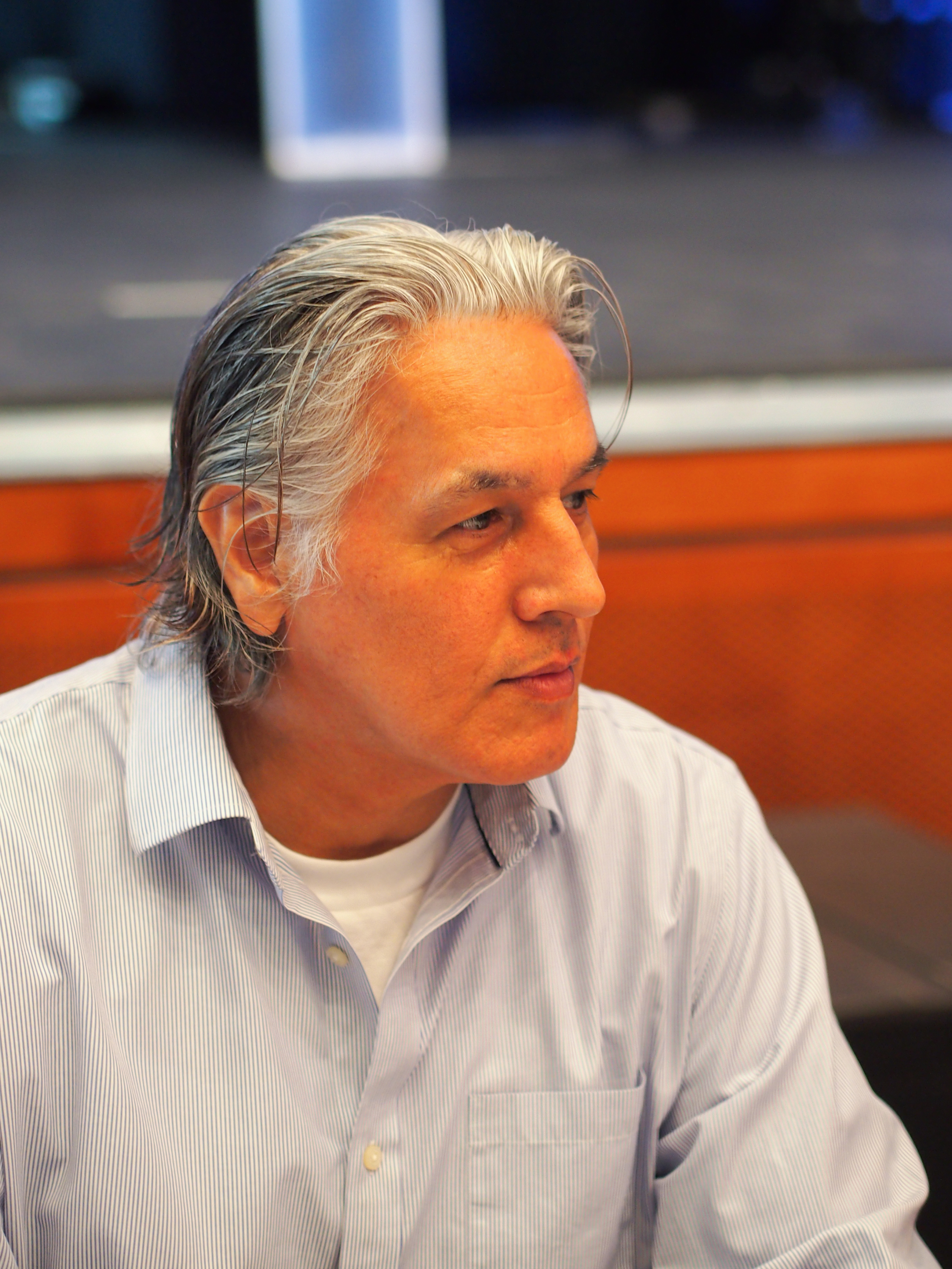
Chakotay va ser interpretat per Robert Beltran durant les set temporades de Star Trek: Voyager.

En el desenvolupament de Chakotay, els productors van buscar l'ajuda de Jamake Highwater, escriptor de més de 25 llibres de ficció i no-ficció relacionats amb els mites i les tradicions dels nadius americans. Highwater va ser una elecció controvertida d'assessor, després d'haver estat descobert per Hank Adams i Vine Deloria Jr que prenia una ascendència nativa americana falsa per vendre llibres. Cap al 21 de setembre de 1993, Highwater va donar set pàgines de notes als productors sobre la història de Chakotay, però la seva ascendència tribal no es va resoldre. A finals d'aquell mes, Michael Piller va esborrar la primera versió de la bíblia de l'escriptor per a la sèrie en què el personatge es deia "Chakotoy". Quan Piller va escriure el primer esborrany de la història que finalment es va convertir en el pilot de la Voyager "El Guardià", el personatge era conegut com a "Chakotay" i havia estat convertit en sioux. Al tercer esborrany de la història, presentat a principis de novembre, s'havia convertit en un Hopi, però al febrer següent, va tornar a no tenir cap afiliació tribal.
Winrich Kolbe, el director d’"El Guardià", va participar en l'elecció del repartiment principal de la sèrie. Va descriure el procés de càsting per al paper de Chakotay com a difícil a causa del menor nombre de Nadius americans que formaven part del Sindicat d'Actors de Cinema. El procés de càsting es va reduir a dos actors, i els productors es van decidir per Robert Beltran, que fins aleshores era més conegut per aparèixer a la telenovel·la Models Inc. i era d'ascendència mexicana. Beltran no estava familiaritzat amb «Star Trek» abans de l'audició, i va seguir-ho basant-se en el guió d’ «El Guardià», que mostrava el personatge convertint-se en el segon al comandament de la «Voyager» després que les seves dues naus quedessin encallades al quadrant Delta. Beltrán va explicar l'experiència de l'audició: "Em vaig sentir neutral sobre l'audició, no em va importar gaire una cosa o l'altra. Vaig anar-hi la primera vegada i no intentava realment aconseguir el paper. Em van demanar tornar a veure i volien veure més intensitat al personatge".
Chakotay va ser escrit originalment com un personatge "tranquil i estoic", però Beltrán va ampliar el personatge durant el procés d'audició, cosa que Kolbe li va atribuir. La bíblia de l'escriptor descrivia Chakotay com un natiu americà molt tradicional amb un altar i art tradicional a les seves estances. També esmentava el seu guia espiritual, cosa que es va recollir a l'informe dels mitjans de comunicació a TV Guide. Beltran portava un tatuatge facial mentre interpretava Chakotay, que es va aplicar amb maquillatge. El disseny va ser creat per Michael Westmore, que el va crear deliberadament perquè no representés cap cultura tribal en particular. La història del tatuatge dins l'univers i els orígens tribals de Chakotay es van explicar a l'episodi "Tatuatge".
Beltran es va guanyar la reputació de còmic al plató. Després de la primera temporada i durant una entrevista en grup amb The Washington Times, Beltrán va bromejar dient que li havien demanat que actués a Hamlet durant l'estiu a Albuquerque, però que li havien demanat que portés el tatuatge facial de Chakotay. Durant aquest temps, va treballar a la pel·lícula d'Oliver Stone Nixon (1995). Durant el període en què Voyager estava dirigit per Taylor i Piller com a productors executius, Beltran va donar comentaris sobre el personatge, que es van tenir en compte. Més tard va explicar que això va acabar després de la introducció de Jeri Ryan com a Set de Nou al repartiment i Brannon Braga prenent el relleu de Taylor i Piller. Beltran va sentir que Chakotay era un dels personatges juntament amb Harry Kim, Tuvok i Neelix que van ser deixats enrere pels nous guionistes, que tendien a concentrar-se en Janeway, Seven i El Doctor.
Beltran va dir que no era conscient dels efectes que això estava tenint en la resta del repartiment, dient: "Per a mi va ser com, 'D'acord, em pots acomiadar si vols. Endavant, i me'n vaig'". Va comparar la seva experiència a Voyager amb treballar en una fàbrica de cotxes, i va dir que les escenes repetitives significaven que limitaven la seva creativitat. Beltran va explicar que això no va afectar la seva relació amb els altres actors i, al final, va sentir que els productors van decidir mantenir-lo al repartiment, ja que no va suposar "gaire diferència, excepte per a un percentatge molt, molt petit de fans a qui potser no els va agradar el que vaig dir".
En una entrevista per donar a conèixer l'episodi final de Voyager, "Endgame", Beltran va dir: "Tots vam tenir una gran relació entre nosaltres i tots hem dit quant gaudim del nostre equip. Tenim un equip fantàstic. Però al mateix temps, espero amb ganes el que vindrà després. És emocionant saber que alguna cosa desconeguda ve després". L'episodi final va introduir un romanç entre Set de Nou i Chakotay. Ryan va trobar aquesta relació confusa per als personatges, ja que, tot i que s'havia suggerit a l'episodi "Human Error", en els episodis intermedis, els productors els havien dit a ella i a Beltran que ho ignoressin.

## Aparicions

### Antecedents
La història de Chakotay es va explicar durant el transcurs de Star Trek: Voyager. Va néixer el 2329 en una colònia de la Federació prop de l'espai cardassià a la zona desmilitaritzada. De jove, el seu avi va tenir cura d'ell. Als 15 anys, Chakotay va visitar la Terra amb el seu pare, que buscava trobar la llar ancestral de la seva tribu a Amèrica Central i els descendents del poble de l'arbre del cautxú. S'hi va resistir, i en canvi somiava amb anar a l'espai i tenia herois com John Kelly, un astronauta pioner a principis del segle XXI.Va decidir entrar a l'Acadèmia de la Flota Estel·lar en contra dels desitjos del seu pare, i la seva entrada va ser patrocinada pel capità Sulu.[A] Va assistir a l'Acadèmia de la Flota Estel·lar del 2344 al 2348, on es va dedicar a la boxa. Després de graduar-se, va ser assignat a una nau estel·lar. Una de les seves primeres missions fora de l'espai va resultar en un incident diplomàtic a Ktaria VII, i també va formar part de l'equip que va fer el primer contacte amb els Tarkannans.
Va ser assignat com a instructor a l'Entrenament Tàctic Avançat de la Flota Estel·lar i va aconseguir el rang de tinent comandant. Després de la mort del seu pare el 2368 mentre defensava la seva colònia dels cardassians, Chakotay va dimitir de la seva comissió a la Flota Estel·lar i es va unir als Maquis. En el moment de la seva dimissió, un dels seus estudiants era Ro Laren. Després d'unir-se als Maquis, va esdevenir capità d'un vaixell anomenat Val Jean, amb una tripulació que, entre d'altres, incloïa la seva amant Seska (Martha Hackett), B'Elanna Torres (Roxann Dawson) i Tuvok (Tim Russ), que en realitat era el cap de seguretat de la capitana Janeway, en una missió encoberta per infiltrar-se als Maquis.

### Star Trek: Voyager

#### Els kazon i Seska
A l'episodi pilot de la Voyager, mentre la tripulació del Val Jean intenta evadir una nau cardassiana capitanejada per Gul Evek (Richard Poe) a les Badlands, la nau és transportada uns 70.000 anys llum a través de la galàxia fins al Quadrant Delta per la criatura coneguda com el Guardià. Després que la nau estel·lar de la Federació USS Voyager també quedi atrapada al Quadrant Delta i es reveli que Tuvok és un agent de la Flota Estel·lar, Chakotay acorda amb la capitana Kathryn Janeway (Kate Mulgrew) treballar junts per trobar dos membres de la tripulació desapareguts. Després d'un atac dels kazon, Chakotay va destruir la Val Jean per salvar la Voyager i la tripulació dels Maquis es va unir a la nau de la Federació. Chakotay va rebre un rang provisional de comandant i va ser nomenat oficial executiu, el segon al comandament de la nau i la tripulació busca tornar a casa al Quadrant Alfa.
Els kazon continuen sent un obstacle durant el període inicial de la Voyager al Quadrant Delta, amb Chakotay consternada a "Fluctuacions" quan Seska es revela com una espia cardassiana que ha estat proporcionant tecnologia als kazon per buscar una aliança. Escapa de la Voyager i s'alliga amb els kazon-nistrim, una de les faccions dins d'aquesta espècie. Chakotay pateix mort cerebral, però es converteix en un esperit desencarnat capaç de posseir altres membres de la tripulació a "Catexis". L'incident ocorre mentre Tuvok i ell investigaven una nebulosa de matèria fosca, i intentava evitar que la nau hi tornés, ja que una espècie alienígena vol alimentar-se de l'energia neuronal de la tripulació. Després que la «Voyager» entri a la nebulosa, Chakotay posseeix Neelix (Ethan Phillips) i guia la nau cap a fora utilitzant una roda medicinal com a mapa. Poc després, el Doctor (Robert Picardo) aconsegueix restaurar la ment de Chakotay al seu cos. Al final de la primera temporada, Chakotay va donar suport a l'objectiu de Tuvok d'ajudar l'antiga tripulació dels Maquis a adaptar-se millor a la vida a la Voyager a "Corba d'aprenentatge", mostrant-los les tècniques d'aplicació dels Maquis.
A l’episodi de la segona temporada "Tatuatge", es troba amb una raça alienígena que va influir en els avantpassats de la seva tribu. Percebien la «Voyager» com una amenaça perquè pensaven que el seu poble havia estat exterminat. Va ser capaç de resoldre el problema utilitzant els ensenyaments del seu pare. Els Kazon van tornar i van atacar la "Voyager" a "Maniobres", on van robar un mòdul de control del transportador. Chakotay es va encarregar de recuperar el dispositiu, reconeixent que Seska n'era el responsable. Va aconseguir destruir-lo, però va ser capturat i torturat pels Kazon en el procés. Va ser rescatat per la "Voyager", i poc després, va ser contactat per Seska, que li va informar que s'havia impregnat amb el seu ADN. A "Decisions", Chakotay i Janeway s'infecten amb un virus que els obliga a posar-se en quarantena en un planeta proper. Els dos comencen a mostrar signes d'afecte l'un per l'altre, però la seva estada és curta després que la «Voyager», sota la capitania de Tuvok, arribi a un acord amb els vidiians per a una cura. La parella acorda tornar a l'statu quo a la «Voyager», però segueixen sent bons amics.
Chakotay és contactat per Seska a "Mínims" per dir-li que el seu fill havia nascut i que els Kazon amenaçaven de condemnar-la a la vida d'esclava. La «Voyager» va intentar extreure Seska i el nen, però era una trampa i va provocar que els Kazon abordessin la nau i deixessin encallats la tripulació de la Federació/Maquis a un planeta proper. Mentre Tom Paris (Robert Duncan McNeil), el Doctor i Lon Suder (Brad Dourif), juntament amb les forces aliades talaxianes, intentaven recuperar la Voyager, Chakotay és fonamental per a la supervivència de la tripulació al planeta. Va salvar Kes (Jennifer Lien) d'una tribu local i va construir una aliança amb ells. La tripulació va recuperar la Voyager i, en el procés, Seska va morir. Es va descobrir que el nen no era de Chakotay, sinó un híbrid cardassià/kazon i fill del líder kazon-nistrim, el primer Maje Culluh (Anthony De Longis).

#### Entrant a l'espai Borg
El primer indici que la Voyager s'acostava a l'espai Borg es va mostrar a l'episodi "Unitat". Mentre investigava una senyal de socors e la Federació en una llançadora, Chakotay va ser ferit pels nadius d'un planeta. Un altre grup el salva, i Chakotay descobreix que els colons són antics Borg l'accés dels quals a la ment rusc principal va ser interromput. Està vinculat a una ment col·lectiva local per ajudar-lo a curar-se, i després de ser retornat a la Voyager, es veu obligat contra la seva voluntat a reactivar l'antic Cub Borg dels colons. Chakotay és alliberat de la nova "cooperativa" després que el Cub s'autodestrueixi, deixant el planeta amb una ment col·lectiva separada del col·lectiu principal. Chakotay és capturat pel científic Voth Gegen (Henry Woronicz) a "Origen llunyà", que intenta demostrar la seva hipòtesi que els Voth provenen de la Terra. Quan Gegen és jutjat pel seu poble, Chakotay intenta argumentar en la seva defensa. Finalment, Gegen es veu obligat a fer marxa enrere per salvar la "Voyager" després que els Voth amenacin de destruir la nau. Abans de marxar, Chakotay regala una maqueta del globus terrestre a Gegen.

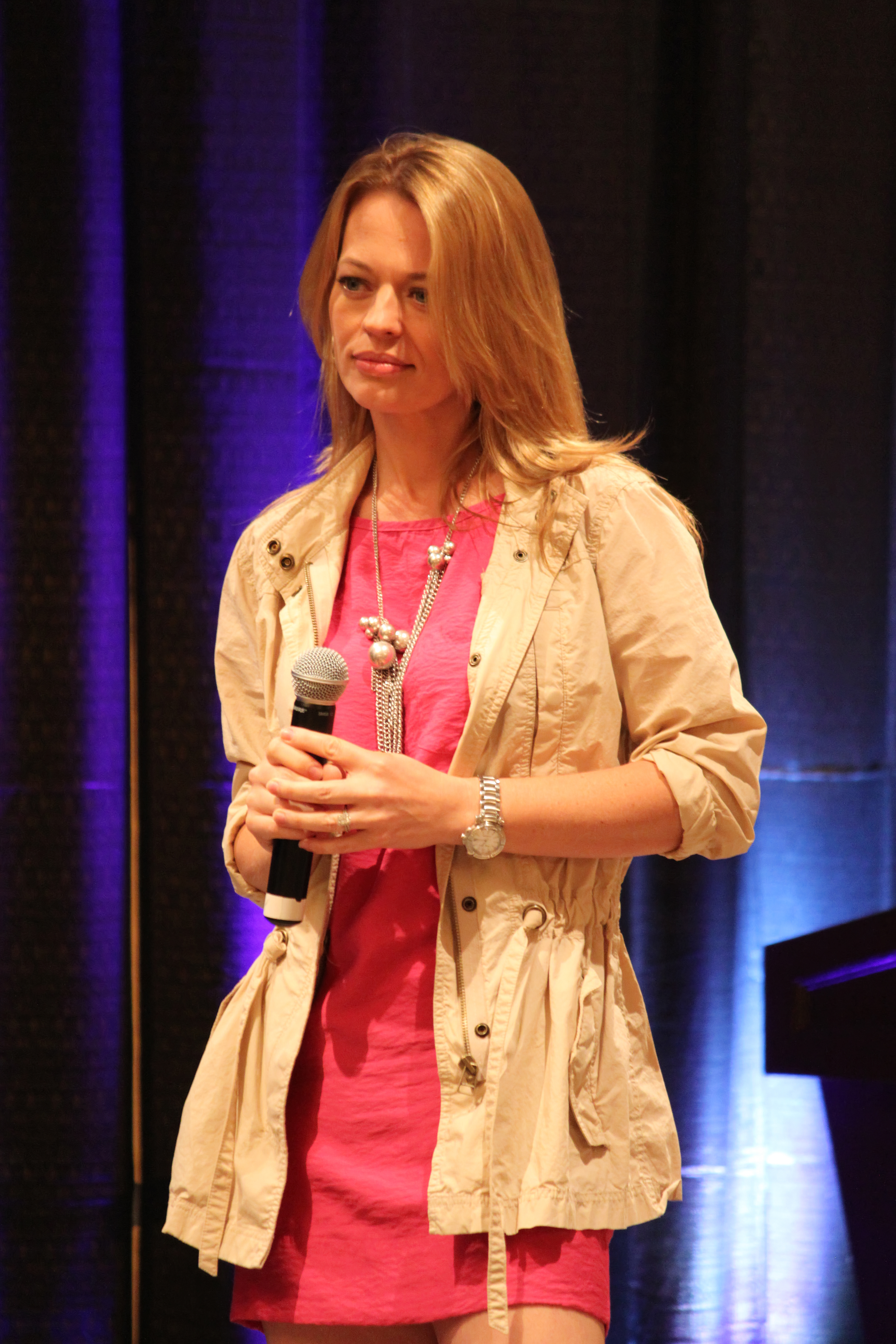
La relació entre Chakotay i Set de Nou, interpretada per Jeri Ryan (a la imatge), finalment va conduir a un romanç al final de la sèrie.

La seva experiència amb els Borg desconnectats va fer que Chakotay s'oposés a un pla d'aliar-se amb els Borg contra l'Espècie 8472 a "L'escorpí", cosa que va provocar un conflicte entre la capitana Janeway i ell. L'aliança fa que Set de Nou i diversos altres drons Borg siguin col·locats a la "Voyager" i Janeway resulti ferida. Tot i que se li va ordenar que continués amb l'aliança, Chakotay intenta renegociar l'aliança, però Set rebutja qualsevol canvi. Quan obre una esquerda a l'Espai Fluid, Chakotay descomprimeix la bodega de càrrega, enviant tots els drons Borg a l'espai amb l'excepció de Set. Més tard, quan els Borg intenten trair la "Voyager", Chakotay activa el seu enllaç neuronal localitzat, confonent Set i permetent a Torres desactivar el seu enllaç amb el Col·lectiu permanentment.
Chakotay va tenir un paper important quan la «Voyager» va ser atacada en els seus somnis per una espècie que existia en un estat de somni compartit, utilitzant tècniques meditatives de la seva gent per induir un estat de somni lúcid que li va permetre despertar-se i implantar una «ordre» mental que veuria la lluna de la Terra en qualsevol somni. Amb la resta de la tripulació adormida, excepte el Doctor, Chakotay va poder localitzar el planeta natal dels alienígenes, ordenant al Doctor que destruís el canyó on dormien les espècies dels somnis si no alliberaven la resta de la tripulació. Durant "L'any infernal", Chakotay és capturat pel científic Krenim Annorax (Kurtwood Smith) en una Nau del Temps. Els dos primers intenten treballar junts, ja que Annorax accepta restaurar la «Voyager», ara danyada, si Chakotay compleix amb les seves demandes. Després que Annorax extingeix una espècie, però, ajuda a inutilitzar la nau, permetent a la capitana Janeway destruir-la estavellant-hi la «Voyager». Això fa que la línia de temps es reiniciï i els esdeveniments de l'episodi es desfan.A "Inoblidable", s'enamora de Kellin (Virginia Madsen), una membre d'una raça xenòfoba que ha desenvolupat una tecnologia per evitar que els altres formin records a llarg termini d'ells. Com a tal, se l'informa que ja estaven enamorats quan ella era a la Voyager un mes abans, i reactiven la seva relació tot i que Chakotay no recorda la trobada anterior. Un altre membre de la seva raça elimina els records de Kellin sobre Chakotay i instal·la un virus per eliminar tots els registres de la seva raça. Chakotay comença a escriure els seus records de Kellin en paper per no oblidar-los.
Va ser posat al comandament de la Voyager després que Seven fos capturat pels Borg a "Dark Frontier" i destruís un conducte transcurvatura. Chakotay és més tard un dels membres de la tripulació que van ser capturats pels nens Borg a "Collective" i es va salvar després de la intervenció de Set. Inicialment, Chakotay i Set no tenien bones relacions, però ell s'adonaria que s'equivocava en aquesta opinió. Cap al final de la setena temporada a "Human Error", Set simula una relació amb Chakotay a la holocoberta. Un implant Borg li impedia sentir emocions fortes sense cap efecte físic negatiu, cosa que li impedia buscar una relació romàntica amb el veritable Chakotay. Quan va arribar el final de la sèrie, "Endgame", el Doctor havia aconseguit treure l'implant, permetent a Set mantenir una relació amb Chakotay. El futur alternatiu que es va veure al començament de l'episodi mostrava que Set i Chakotay finalment es van casar, però ella va morir mentre la "Voyager" encara viatjava cap a casa. Chakotay va morir el 2394, després del retorn de la "Voyager", i l'almirall Janeway visita la seva làpida en aquell episodi. Aquest futur va ser desfet pel futur Janeway que viatjava enrere en el temps fins a la "Voyager" per retornar-la a la Terra abans.

### Star Trek: Prodigy
En algun moment abans del 2383, Chakotay va ser nomenat capità de l'USS "Protostar" i estava al comandament quan la nau va ser presa pels Vau N'Akat. La missió de Chakotay era continuar l'exploració del Quadrant Delta després del retorn de la "Voyager", però la seva nau va caure a través d'una esquerda temporal cap al futur, on va ser capturada pels Vau N'Akat, que van culpar la Federació de la destrucció del seu planeta natal en una guerra civil. Els Vau N'Akat van intentar utilitzar la "Protostar" per enviar una arma anomenada construcció vivent enrere en el temps per destruir la Federació, però Chakotay i el seu primer oficial Adreek-Hu van aconseguir llançar-se amb l'arma a bord, obligant els Vau N'Akat a perseguir-la. Al final de la primera temporada, després de la destrucció de la "Protostar", s'obre una nova esquerda temporal a través de la qual la Flota Estel·lar rep una senyal de socors de Chakotay 52 anys en el futur.
A la segona temporada, Janeway lidera una missió de rescat per a Chakotay amb els seus cadets, que van ser els que van trobar i tripular la "Protostar" després que fos enviada enrere en el temps, viatjant al futur amb el pla d'ajudar Chakotay i Adreek a llançar la nau i després rescatar-los. Tanmateix, accidentalment canvien la història, permetent a Chakotay i Adreek escapar amb la seva nau a través de l'esquerda, enviant-la a un altre lloc i creant una paradoxa temporal que comença a destruir l'univers. Amb l'ajuda de Wesley Crusher, els cadets finalment troben Chakotay en el present, on ha estat abandonat durant deu anys en un altre planeta, convertint-se en un home trencat després de la pèrdua de la seva tripulació i l’esperança. Els cadets aconsegueixen reavivar l'esperit de Chakotay i ajudar-lo a reparar la "Protostar" i escapar, reunint-se amb la "Voyager"-A i Janeway. Amb l'univers encara en perill per la paradoxa i Ascencia, l'últim dels hostils Vau N'Akat del futur, Janeway, Chakotay i els cadets s'embarquen en una missió per llançar la "Protostar" al passat, on serà trobada pels cadets més joves, reparant la línia temporal. De tornada a la Flota Estel·lar, Chakotay es converteix en el nou capità de la "Voyager"-A abans que Mart sigui destruït per sintetitzadors rebels, canviant-ho tot per a la Federació. Juntament amb Janeway i el Doctor, Chakotay dóna als cadets comissions de camp com a alferes i la nova nau de classe "Protostar", l'USS "Prodigy", que s'ha convertit en una nau d'entrenament. Durant el temps que passen junts, Chakotay es converteix en mentor de Dal R'El, que expressa dubtes sobre el seu futur després de veure que no serà el capità. Chakotay explica a Dal que va lluitar tota la seva vida per trobar un lloc on pertanyia abans de convertir-se en el primer oficial de la "Voyager". Tot i que Chakotay no era el capità, ser el suport lleial de Janeway va ser on finalment va trobar el seu propòsit. Dal més tard s'ho pren molt seriosament, cedint la cadira de capità a Gwyn i servint com a primer oficial de la «Prodigy».

## Recepció
Algunes crítiques van ser dirigides al desenvolupament del personatge de Chakotay durant la sèrie. James Lileks per al Star Tribune va dir que "Chakotay, el primer oficial sòlid com una roca, es va mantenir sòlid com una roca", però també va suggerir que "[t]ots els personatges van acabar la sèrie tal com la van fer va començar."
Els crítics van comentar la relació entre Janeway i Chakotay, i les opinions del psicòleg Richard Borofsky van ser publicades a The Boston Herald. Va suggerir que després de diverses temporades a Voyager, Chakotay havia acceptat els seus sentiments pel seu capità, però ella dubtava a entrar en una relació amb un membre de la seva tripulació. Perquè la relació funcionés en el futur, es va dir que Chakotay no havia d'intentar liderar la relació i que Janeway havia de ser més vulnerable. Després del final de Star Trek: Enterprise, el romanç entre Chakotay i Janeway va ser descrit al Chicago Tribune com el que més es volia veure a la pantalla en qualsevol de les sèries de Star Trek, però que "mai va arribar a funcionar". Merda!" També es va comentar la relació de Chakotay amb Set, i tant UGO com io9 es van queixar que la relació semblava aleatòria.
El 2016, Chakotay va ser classificat com l'onzè personatge més important de 100 de la Flota Estel·lar dins de l'univers de ciència-ficció de Star Trek per la revista Wired. El 2018, CBR va classificar Chakotay com el 20è millor personatge de la Flota Estel·lar de Star Trek. El juliol de 2019, Screen Rant va classificar "The Fight" com un dels cinc pitjors de la sèrie, assenyalant Chakotay com un problema important a la sèrie i assenyalant que no encaixava realment i que tenia un desenvolupament deficient.
Per la seva interpretació de Chakotay, Beltrán va guanyar el Premi Nosotros Golden Eagle al millor actor en una sèrie de televisió el 1997. Va ser nominat el 1996 al Premi Bravo NCLR al millor actor de sèrie de televisió en un paper crossover i al Premi ALMA per la seva destacada actuació individual en una sèrie de televisió en un paper crossover el 1998 i el 1999.

### Temes
La inclusió de Chakotay al repartiment principal de Voyager va ser vista pels crítics com una de les diverses que es van utilitzar per destacar la diversitat dins de la sèrie. Això es va destacar durant l'episodi "Cares", en què una escena mostrava Janeway, Tuvok, Harry Kim i Chakotay en un sol escombratge. La posició individual de Beltran era que estava "contínuament posicionat com un altre natiu exòtic en relació amb la capitana Janeway, una dona blanca", i s'utilitzava per "ajudar el protagonista blanc i fer progressar la narrativa interna".
La col·locació d'un personatge d'ascendència indígena a la ciència-ficció va ser destacada als mitjans de comunicació. Drew Hayden Taylor va dir que Chakotay era "potser el més conegut". Sobre l'origen de Chakotay, va dir: "Mai diuen de quina nació és, però crec que és d'alguna tribu d’Amèrica Central." Hayden Taylor va escriure en un article posterior el 2012 que descrivia l'auge dels personatges nadius americans a la sèrie de pel·lícules Crepuscle que Chakotay encara era l'únic exemple popular d'un personatge natiu americà en la ciència-ficció. Chakotay també va ser descrit com "l'únic model a seguir de les Primeres Nacions en un entorn futurista" al llibre del 2005  "Indian" Stereotypes in TV Science Fiction: First Nations' Voices Speak Out, però també se'l coneixia com el "Tonto per excel·lència a l'espai exterior". Es va destacar una crítica similar del personatge a Medicine Bags and Dog Tags: American Indian Veterans from Colonial Times to the Second Iraq War (2008), que va qualificar Chakotay de "criatura de fantasies blanques" i va suggerir que era "molt més estereotipat que Tonto" ja que "almenys Tonto va ser heroic i va salvar El genet solitari de tant en tant".
Tot i que es va fer referència a la religió durant la franquícia Star Trek, com ara a l'episodi de Star Trek: La sèrie original "Qui plora pels déus?", no va tenir un paper més destacat fins més tard a la sèrie, amb Star Trek: Deep Space Nine explorant les creences dels bajorans i Voyager concentrant-se en les de Chakotay. Aquests incloïen missions de visió i altres interpretacions de la cultura nativa americana que els crítics van descriure com una "versió molt hollywoodiana de la religió de la cultura de les planures".
L'aparició d'una roda medicinal a l'episodi "Catexis" va ser descrita per Sierra S. Adare com mostrant Chakotay com un "'bon indi' en el sentit clàssic de Pocahontas". Es veu Chakotay intentant introduir rituals i tècniques de meditació a altres membres de la tripulació, cosa que no van entendre. Es deia que aquests eren contraris a la història tribal descrita a "Tatuatge", que es deia que la tribu de Chakotay descendia d'una cultura pre-maia a l'Amèrica Central. Adare ho va atribuir al fet que els escriptors euroamericans/europeus escrivien informació inexacta als guions. Tanmateix, l'aparició del personatge es va descriure com a "innovadora".